# ライオネル・トルマッシュ (第5代ダイザート伯爵)

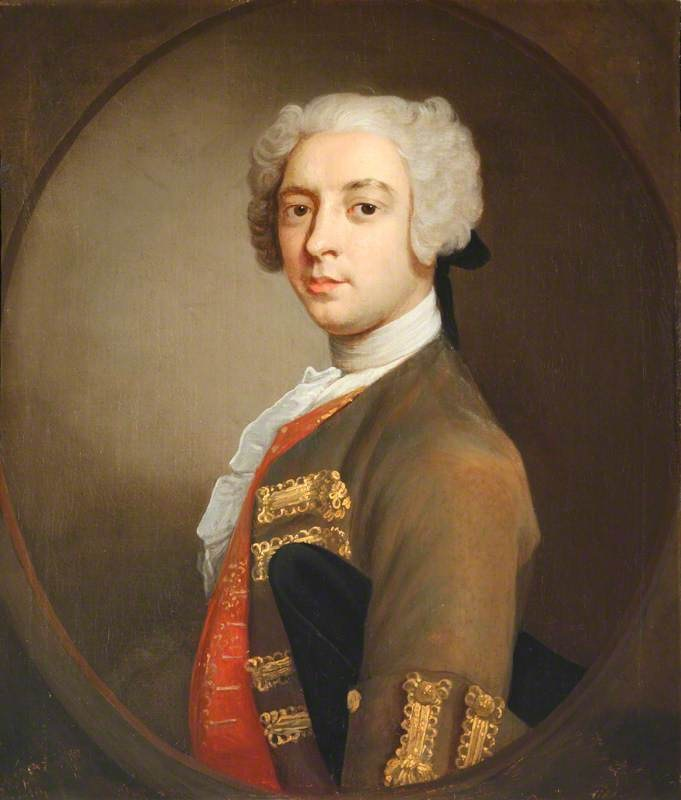
1750年ごろの肖像画

第5代ダイザート伯爵ライオネル・トルマッシュ（英語: Lionel Tollemache, 5th Earl of Dysart、1734年8月6日 – 1799年2月22日）は、スコットランド貴族。1770年までハンティングタワー卿の儀礼称号を使用した。

## 生涯

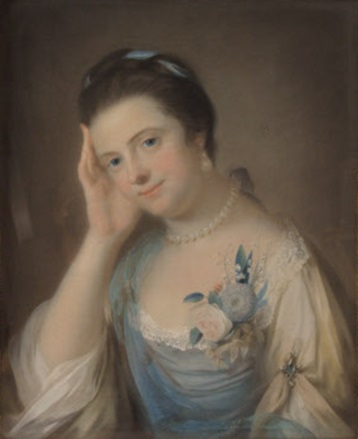
1人目の妻シャーロット。キャサリン・リード画、1760年。

第4代ダイザート伯爵ライオネル・トルマッシュと妻グレース（Grace、旧姓カートレット（Carteret）、1713年7月8日 – 1755年7月23日、第2代グランヴィル伯爵ジョン・カートレットの娘）の三男（長男と次男は夭折）として、1734年8月6日に生まれた。
1760年10月2日、サー・エドワード・ウォルポールの庶出の娘シャーロット（Charlotte、1738年12月9日 – 1789年9月5日）と結婚したが、2人の間に子供はいなかった。この結婚は父の第4代ダイザート伯爵に知らせないまま執り行われた。
1770年3月10日に父が死去すると、ダイザート伯爵位を継承した。
1791年4月29日、マグダレーナ・ルイス（Magdalena Lewis、1823年2月2日没、デイヴィッド・ルイスの娘）と再婚したが、2人の間に子供はいなかった。マグダレーナは5代ダイザート伯爵の弟ウィルブラハムの妻の妹にあたる。
1799年2月22日にハム・ハウスで死去、3月11日にヘルミンガムで埋葬された。爵位は弟ウィルブラハムが継承した。